# Malîn
Malîn (în ucraineană Малин) este localitatea de reședință a comunei Malîn din raionul Mlîniv, regiunea Rivne, Ucraina.

## Demografie
Componența lingvistică a localității Malîn
     Ucraineană (99,52%)
     Alte limbi (0,48%)
Conform recensământului din 2001, majoritatea populației localității Malîn era vorbitoare de ucraineană (99,52%), existând în minoritate și vorbitori de alte limbi.